# Corner Brook
Corner Brook is een stad (city) in de Canadese provincie Newfoundland en Labrador. De stad ligt aan de westkust van het eiland Newfoundland en telt ruim 19.000 inwoners. Het is daarmee de kleinste van de drie steden in de provincie. 

## Geschiedenis
James Cook meerde aan bij de plaats in 1767. Naast traditionele inkomstenbronnen zoals visvangst en bosbouw, ontwikkelde er zich te Corner Brook ook een papiernijverheid. Deze zorgde er mee voor dat de plaats kon uitgroeien tot een kleine stad.
De stad Corner Brook werd officieel opgericht op 1 januari 1956 door de fusie van de gemeenten Corner Brook East, Corner Brook West en Curling en de toevoeging van omliggend gemeentevrij gebied.

## Geografie
Corner Brook ligt aan de monding van de rivier Humber in Humber Arm. Dat is een zij-arm van de Bay of Islands, een grote baai aan de westkust van het eiland Newfoundland.

### Transport
De stad ligt aan de Trans-Canada Highway (NL-1), de belangrijkste verkeersader van het eiland. De TCH ligt aan de oostrand van Corner Brook en maakt de facto deel uit van de ringweg, die in het zuiden, westen en noorden door Lewin Parkway gevormd wordt. Corner Brook is voorts het beginpunt van Route 450 en Route 440, die respectievelijk de zuid- en noordoever van Humber Arm volgen.
In de stad bevindt zich voorts een halte van de trans-Newfoundlandse busdienst van DRL Coachlines.

## Demografie
De Agglomeratie Corner Brook telt zo'n 32.000 inwoners (2016). De stad zelf heeft een bevolkingsomvang van 19.806 (2016) en is dus goed voor ruim 60% van het inwoneraantal van de agglomeratie.
Na in 1966 een hoogtepunt van ruim 27.000 inwoners bereikt te hebben, geraakte de stad verzeild in een jarenlange dalende demografisch trend. In 2001 woonden er 7000 mensen minder dan 35 jaar eerder, hetgeen neerkomt op een daling van meer dan een kwart. 
In de 21e eeuw is het inwoneraantal gestabiliseerd al blijven er census na census zeer kleine verliezen opgetekend worden. Relatief gezien gaat de stad er echter aanzienlijk minder snel op achteruit dan de meeste andere (veel kleinere) gemeenten aan de westkust.
- Bron: Statistics Canada (1951–1986[1], 1991–1996[4], 2001–2006[5], 2011–2016[6], 2021[7])

### Taal
In 2021 had 98,3% van de inwoners van Corner Brook het Engels als moedertaal; 99,9% van de inwoners waren die taal machtig. Hoewel slechts 100 mensen (0,5%) het Frans als (al dan niet gedeelde) moedertaal hadden, waren er 945 mensen die de taal konden spreken (5,0%). De derde meest gekende taal is het Spaans, met 90 mensen (0,5%) die deze taal machtig waren.

## Economie
Grote werkgevers tegenwoordig zijn de papierfabriek Corner Brook Pulp & Paper Mill, het regionale ziekenhuis en de Grenfell Campus van de Memorial University of Newfoundland die in de stad is gevestigd.

## Sport
De stad is de thuisbasis van Corner Brook United SC, een voetbalclub met 650 leden. De club is tweevoudig provinciaal kampioen in het vrouwenvoetbal.
Corner Brook was de gaststad voor de negende Canada Winter Games in 1999. Van 1998 tot en met 2006 vond er voorts in de stad jaarlijks een etappe van de ITU wereldbeker triatlon plaats. In 2006 vonden ook de wereldkampioenschappen duatlon korte afstand er plaats.

## Gezondheidszorg
De zetel van Western Health, de gezondheidsautoriteit bevoegd voor West-Newfoundland, is gevestigd in Corner Brook. Het Western Memorial Regional Hospital, het grootste ziekenhuis in het westen van het eiland, bevindt zich in de stad.
Western Health baat in Corner Brook ook drie langetermijnzorgcentra en zeven medische klinieken (medical clinics), een soort van wijkgezondheidscentra of artsenposten die gericht zijn op basale eerstelijnszorg, uit. Ook een oogheelkundige kliniek en het Humberwood Centre, een ontwenningskliniek, zijn in de stad gevestigd.

## Zie ook

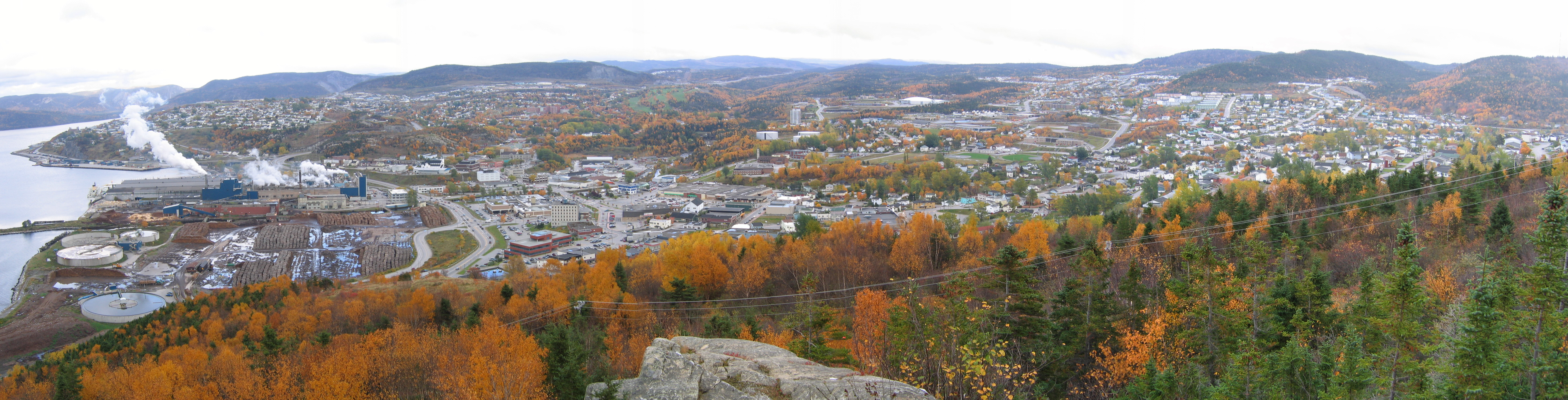
Zicht op Corner Brook

## Geboren
- Michael Walker (°1945), econoom